# Emmanuel Lubezki
Emmanuel Lubezki Morgenstern (Mexikóváros, 1964 –) háromszoros Oscar-díjas mexikói operatőr. Lubezki olyan rendezőkkel dolgozott együtt mint Mike Nichols, Terrence Malick, Tim Burton, Michael Mann, Martin Scorsese, a Coen testvérek vagy Alejandro González Iñárritu. Lubezkit nyolc Oscar-díjra jelölték  a legjobb operatőri kategóriában és három egymást követő évben is nyert: Gravitáció (2013), Birdman avagy (A mellőzés meglepő ereje) (2014), és A visszatérő (2015). Lubezki Oscar-történelmet írt, hiszen operatőrként ő az első, aki háromszor egymás után nyerni tudott.

## Munkássága
Először A kis hercegnőben volt Bo Welch munkatársa, a film Oscar-jelölést hozott számára. Később a Madárfészekben dolgoztak együtt. 2000-ben ismét jelölték a díjra Tim Burton Az Álmosvölgy legendája (Sleepy Hollow) című filmjében végzett munkájáért.

### Filmjei
- A húszdolláros (1993)
- Nyakunkon az élet (1994)
- Ambar (1994)
- A kis hercegnő (1995)
- Pár lépés a mennyország (1995)
- Madárfészek (1996)
- Szép remények (1998)
- Ha eljön Joe Black (1998)
- Az Álmosvölgy legendája (1999)
- A nő ötször (2000)
- Anyádat is (2001)
- Ali (2001)
- A macska – Le a kalappal! (2003)
- A Richard Nixon-merénylet (2004)
- A balszerencse áradása (2004)
- Az új világ (2005)
- Az ember gyermeke (2006)
- Égető bizonyíték (2008)
- Az élet fája (2011)
- Gravitáció (2013)
- To the Wonder (2013)
- Birdman avagy (A mellőzés meglepő ereje) (2014)
- A visszatérő (2015)